# Patrick Hosotte
Patrick Hosotte (* 25. Juli 1957 in Belfort) ist ein ehemaliger französischer Radrennfahrer und nationaler Meister im Radsport.

## Sportliche Laufbahn
Hosotte war im Straßenradsport und im Bahnradsport aktiv. Als Amateur erzielte er rund 60 Siege auf der Straße (darunter Paris–Reims 1977) und 55 Siege auf der Bahn.
1978 wurde er Berufsfahrer im Radsportteam Flandria-Velda-Lano und blieb bis 1985 als Radprofi aktiv. 1982 startete er wieder als Amateur. In der Internationalen Friedensfahrt kam er auf den 29. Gesamtrang.
Hosotte holte Etappensiege in der Tour du Vaucluse und Tour de l’Oise 1980, im Circuit des Mines 1982 (dreifach), 1984 und 1985, im Ruban Granitier Breton 1986. Er gewann die Eintagesrennen Grand Prix des Carreleurs 1982, Tour de la Moyenne Alsace 1983 und Grand Prix de La Machine 1986. Zweite Plätze holte Hosotte in der Stausee-Rundfahrt Klingnau 1982 und im Circuit des Boulevards 1987. 1981 wurde er in der Tour de France 90. Hosotte gehörte zu den wenigen Radrennfahrern, die in ihrer Karriere die Friedensfahrt und die Tour de France bestritten.
Auf der Bahn gewann er 1980 er die nationale Meisterschaft in der Einerverfolgung vor Jacques Bossis, 1978 war er Dritter geworen. Im Sprint wurde er 1981 Vize-Meister hinter Francis Castaing.

## Familiäres
Sein Bruder Jean-Paul Hosotte war ebenfalls Radprofi.